# エクスペリメンター出版
エクスペリメンター出版（Experimenter Publishing）は、かつてアメリカ合衆国にあったメディア企業である。1915年にヒューゴー・ガーンズバックが設立した。
最初の雑誌は『エレクトリカル・エクスペリメンター』（1913年 - 1931年）で、最も有名な雑誌は『ラジオニュース』（1919年 - 1985年）と『アメージング・ストーリーズ』（1926年 - 2005年）である。また、ラジオ放送局WRNYを運営し、1928年には実験的なテレビ放送を開始した。1929年初頭に倒産を余儀なくされ、ガーンズバック兄弟はエクスペリメンター出版の支配権を失った。雑誌は休刊することなく、すぐに別の出版社に売却された。ガーンズバック兄弟は、すぐさま新しい出版社を設立し、売却された雑誌に対抗する新たな雑誌を創刊した。
『ラジオニュース』からは後に『ポピュラーエレクトロニクス』が派生し、1975年1月号の表紙に掲載されたAltair 8800は、パーソナルコンピュータ革命の幕開けとなった。『アメージング・ストーリーズ』は世界初のSF専門誌とみなされ、毎年、世界SF協会が最も優れたSFとファンタジー作品にヒューゴー賞を授与している。

## 前史

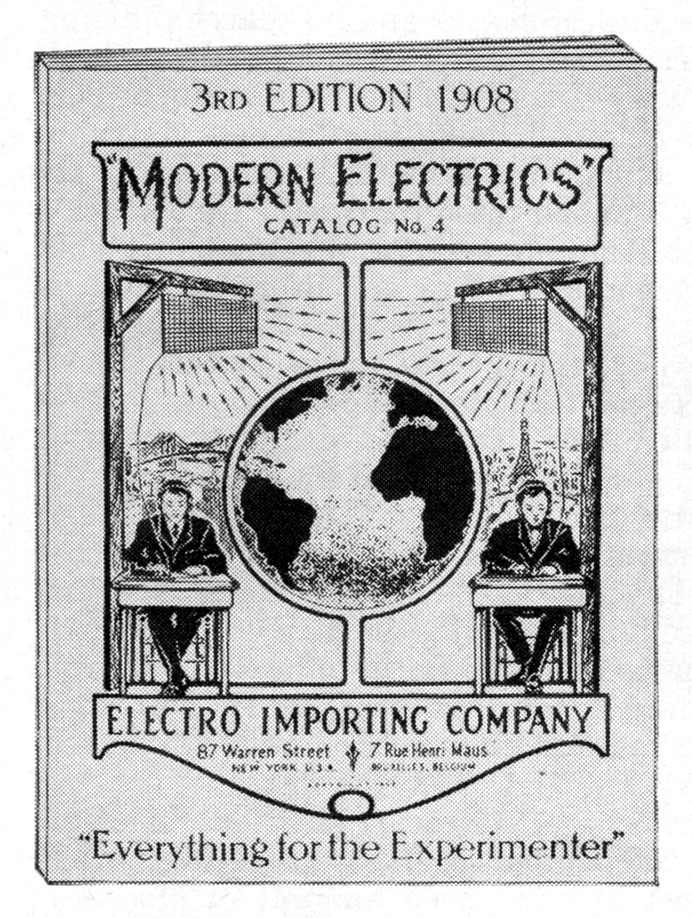
エレクトロ・インポーティング社のカタログ

ヒューゴー・ガーンズバックは、1884年にルクセンブルクで生まれ、少年時代に電気に魅せられた。ドイツ・ビンゲンの工科大学で電気工学を学んでいたときに、簡単な無線送受信機を製作した。また、強力な乾電池も開発したが、ヨーロッパでは特許を取ることができなかった。1904年2月、ガーンズバックは自分が開発した電池を自動車会社に売るためにアメリカに移住した。
ガーンズバックはニューヨーク市の下宿に住んでいたが、そこで鉄道電信技師のルイス・コギシャル(Lewis Coggeshall)と出会った。彼らは、ニューヨーク市で無線機の部品を購入するのが難しいことから、1905年にヨーロッパから輸入した電子部品や電気製品を通信販売するエレクトロ・インポーティング社(Electro Importing Company)を設立した。最初の製品は送信距離1マイルの火花送信機で、1905年11月25日発行の『サイエンティフィック・アメリカン』誌に最初に広告が掲載され、8.50ドルで販売された。同社は、ガーンズバックが開発した無線送信機・テリムコも販売した。このセットは1905年から販売され、一番安いセットで6.00ドルだった。しかし、この低価格がトラブルの原因となった。テリムコがあまりにも安すぎるため、動作しない代物なのではないかと思った人たちから、詐欺ではないかとの非難を受けた。ガーンズバックとコギシャルは、エレクトロ・インポーティング社に捜査に来た警察官の前で、テリムコが広告の通りに機能することを証明した。
エレクトロ・インポーティング社のカタログは64ページにも及び、取り扱っている製品や部品の使用方法に関する詳細な技術記事が掲載されていた。1908年には、カタログのタイトルを『モダン・エレクトリックス』とした。カタログは成長を続け、様々なタイトルを使用した。このカタログは、様々な無線の分野の著名な起業家の手にも渡った。真空管・オーディオンの開発中にカタログを読んでいたリー・ド・フォレスト、フルトン通りの店でヘッドフォンを購入したエドガー・フェリックス、ガーンズバックの店を見にニューヨークまで足を運んだデトロイトのブロードキャスター、スタンレー・マニングなどである。1907年、ガーンズバックはコギシャルの出資分を買い取った。ガーンズバックはエレクトロ・インポーティング社を拡大するために、1908年1月27日のニューヨークタイムズ紙に、新しい出資者を募る次のような広告を掲載した。
Partner wanted in well-established electrical manufacturing business; good chance for right party; have more orders than can fill; only parties with sufficient capital need apply. H. Gernsback, 108 Duane St.
定評のある電機メーカーのパートナー募集。適正な相手にはチャンスがある。捌けるよりも多くの注文がある。十分な資本が必要な相手を求む。デュアン通り108番地、H・ガーンズバック。
ミルトン・ハイムズ(Milton Hymes)が出資に応じ、新たな資本金を得てエレクトロ・インポーティング社はフルトン通りのより大きなビルに移転し、さらに2つの小売店を開店させた。1908年4月に『モダン・エレクトリックス』を雑誌として創刊させ、エレクトロ・インポーティング社のカタログを分離した。この雑誌の1911年4月号には、ガーンズバックの最初のSF小説『ラルフ124C41+』が掲載された。
ガーンズバックは新しい雑誌『エレクトリカル・エクスペリメンター』を創刊したいと考えていたため、『モダン・エレクトリックス』とそれを出版するモダン出版社を、ビジネスパートナーのオーランド・リデヌールに売却した。ガーンズバックが編集を務めた最後の号は1913年3月号で、『エレクトリカル・エクスペリメンター』の創刊は1913年5月号だった。モダン出版は『エレクトリシャン・アンド・メカニック』を買収し、1914年1月に『モダン・エレクトリックス』と合併させて『モダン・エレクトリックス・アンド・メカニクス』とした。数度の合併とタイトルの変更を経て、1915年10月に『ポピュラーサイエンス』となり、現在も発行されている。

## 設立
ガーンズバックは、新しい雑誌やその他の事業（ラジオ局など）のために、投資家と新たなパートナーシップを結ぶことがよくあった。『エレクトリカル・エクスペリメンター』を出版するエクスペリメンター出版は1915年3月に法人化された。会社役員はヒューゴ・ガーンズバック、兄弟のシドニー・ガーンズバック、出資者のミルトン・ハイムズの3人だった。ハイムズは1908年からガーンズバックと一緒に働いており、エレクトロ・インポーティング社とエクスペリメンター出版社の両方の役員を務めていた。ハイムズは1917年に鉄道事故で亡くなった。ハイムズの後任として、ロバート・W・デ・モットが広告部長兼法人書記役を務めた。

## 雑誌

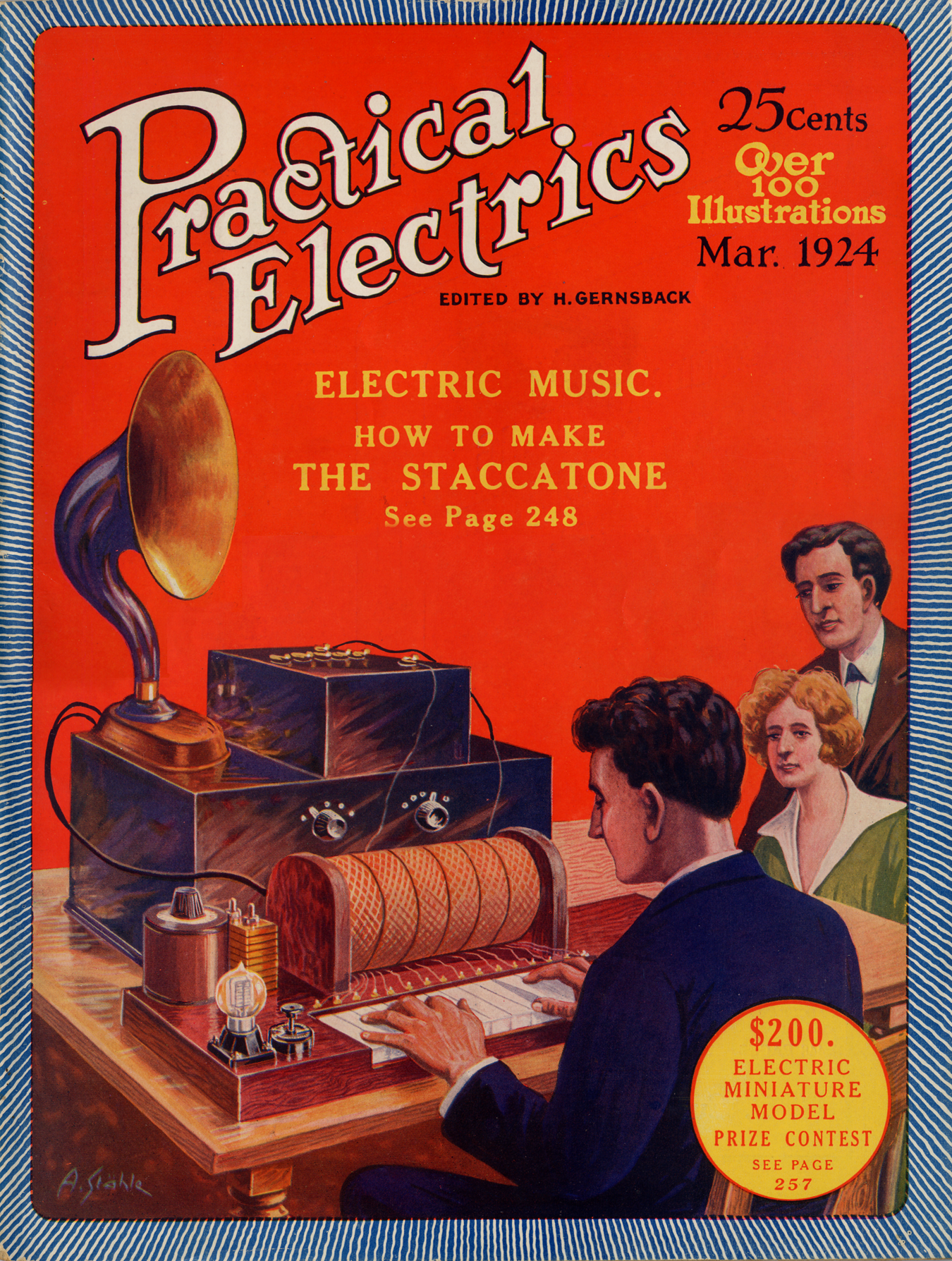
『プラクティカル・エレクトリックス』1924年3月号

1913年5月に創刊した『エレクトリカル・エクスペリメンター』は、当初はエレクトロ・インポーティング社によって発行されていた。1915年5月号からは、新たに設立したエクスペリメンター出版社からの発行となった。1918年6月号の表紙には"Science and Invention"（科学と発明）という副題が付けられ、内容は一般科学、化学、機械学へと拡大された。この雑誌では引き続きフィクションの掲載が続けられた。1920年8月には正式にタイトルが『サイエンス・アンド・インヴェンション』となり、1931年8月まで発行された。
エクスペリメンター出版は、1919年7月に無線専門の雑誌『ラジオ・アマチュア・ニュース』(Radio Amateur News)を創刊した。1920年6月には、タイトルが『ラジオニュース』(Radio News)に短縮された。この雑誌は、アマチュア無線家や、商業ラジオ局を聴きたいと思っているホビイストにアピールし、非常に成功した。その後、数度の改題を経て1985年まで発行された。
『ラジオニュース』の記事は技術的に高度だったため、より多くの読者にアピールするために新しい雑誌『プラクティカル・エレクトリックス』(Practical Electrics)が創刊された。この雑誌は、エクスペリメンター出版社の子会社であるプラクティカル・エレクトリックス社によって発行された。創刊号は1921年11月だった。この雑誌は、最大でも月6万部しか売れなかった。それまでの『エレクトリカル・エクスペリメンター』は10万部、『ラジオニュース』は40万部だった。1924年11月号には、ガーンズバックが「それゆえに、先月、かつての『エレクトリカル・エクスペリメンター』を一度でいいから復活させることにした」と書いている。1924年11月にタイトルが『ジ・エクスペリメンター』(The Experimenter)に変更になった末、1926年2月に『サイエンス・アンド・インヴェンション』に合併された。

### その他の出版

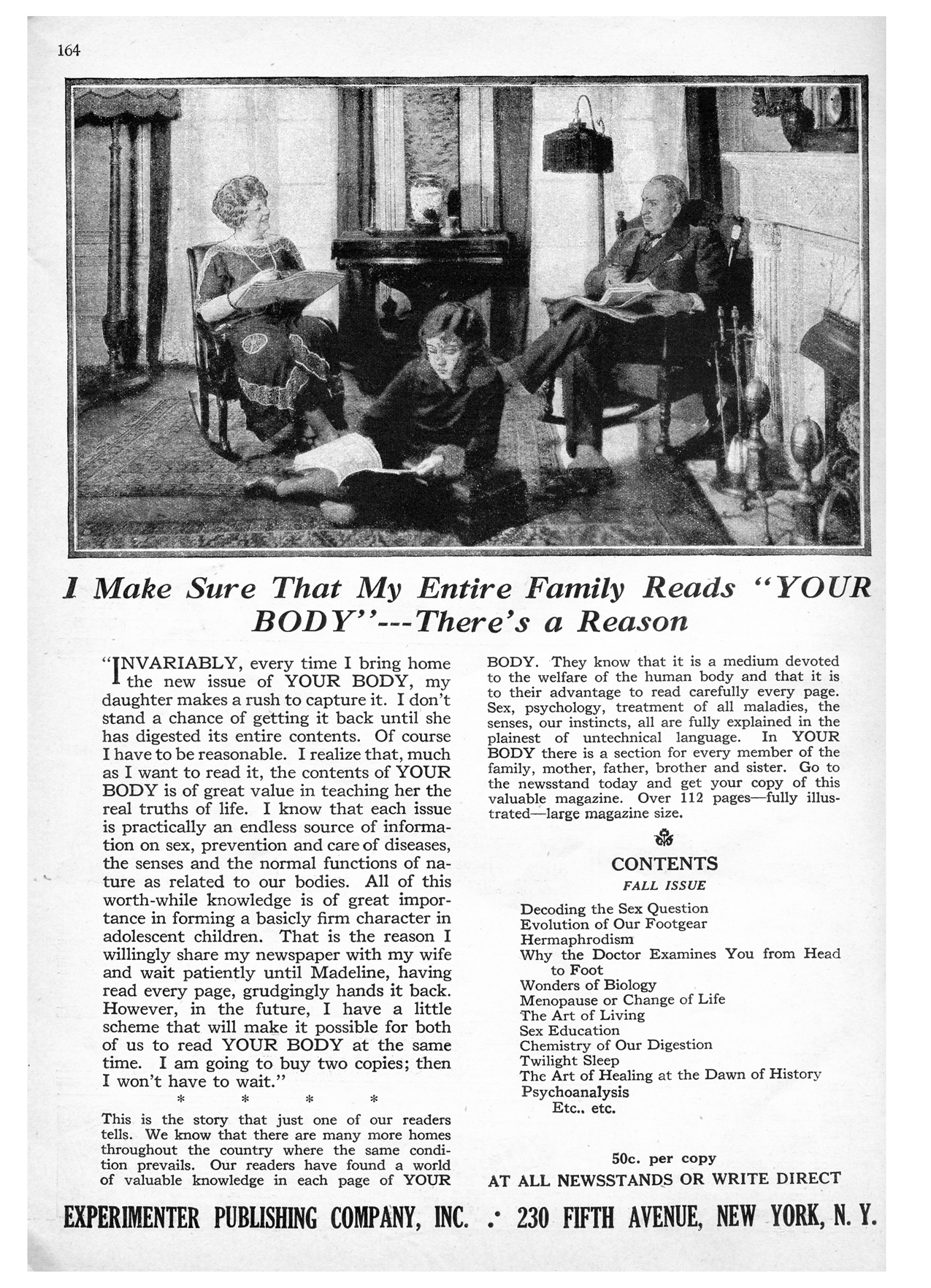
『ユア・ボディ』の広告

コンソリデーテッド・ラジオ・コールブック社(Consolidated Radio Call Book Company)は、無線機器を製作するための設計図や手順書を発行していた。これは、全米のラジオ部品店でアマチュア無線家やホビイスト向けに販売されていた。ガーンズバックが社長、R・W・デモットが書記役を務めた。1923年6月にコンスラッド社(Consrad Company)に社名が変更された。エレクトロ・インポーティング社は、書籍の販売が増え、無線部品の販売が減っていたため、出版社に移行した。コンスラッド社はエレクトロ・インポーティング社の書籍をラジオ販売店に配布し始めた。部品販売事業はラジオ・スペシャリティ社(Radio Specialty Company, RASCO)に引き継がれた。1926年、コンスラッド社は季刊誌『ラジオリスナーズガイド・アンド・コールブック』(Radio Listeners' Guide and Call Book)を創刊した。編集者はヒューゴー・ガーンズバックの兄弟のシドニー・ガーンズバックで、彼の名前が初めて表紙に登場した。この本には、50ページ程度のラジオ局の一覧と100ページ程度の詳細なラジオ製作プランが掲載されていた。
シドニー・ガーンズバックは、エクスペリメンター出版やコンスラッド社とは独立にハードカバーの『無線百科事典』(Radio Encyclopedia)を出版した。それは、「1930の項目、549のイラスト、完全な索引、その他の多くの特別な機能を持ち、無線の全てのフェーズをカバーする」と主張していた。この百科事典は1929年の破産とは関係していない。
ヒューゴー・ガーンズバックは、一般向けの雑誌も発行した。『モーターキャンパー・アンド・ツーリスト』(Motor Camper & Tourist)は、自動車でアメリカを旅行する人のための旅行ガイドだった。1924年7月号からは、ニューヨークからサンフランシスコまで、アメリカ全土を自動車で旅する連載が始まった。もう1つは『ユア・ボディ』(Your Body)で、これは人体の仕組みや構造についてのガイドだった。雑誌の広告では、「私たちの体に関連した、セックス、病気の予防とケア、感覚、自然の正常な機能などの情報を毎号提供する」と主張していた。『タイム』誌は、『ユア・ボディ』創刊号の書評に"Unsexing Sex"というタイトルを付けた。ガーンズバックは家族全員のための雑誌として宣伝していたが、『タイム』誌はこれを「ラジオの虫」（「ギーク」の1920年代における呼称）をターゲットにしていると評した。
ヒューゴー・ガーンズバックは、自分の雑誌に常にフィクションの物語を掲載していた。彼は、科学技術の利用を促進するような想像力豊かな物語を求めていた。この「科学的フィクション」(scientific fiction)は、ある程度説得力のあるものでなければならなかった。『サイエンス・アンド・インヴェンション』1923年8月号は、宇宙服を着た宇宙飛行士が表紙を飾っており、その号は「科学的なフィクション」を特集していた。ガーンズバックは科学小説雑誌の開発に着手し、1926年4月に『アメージング・ストーリーズ』が創刊された。
1928年までには、エクスペリメンター出版とコンスラッド社は幅広い種類の本を出版していた。無線関係の書籍のほか、Houdini's Spirit Exposes、Beauty Secrets、Popular Tricksなどの一般向けの本も出版されていた。これらは彼らの雑誌で目立つように宣伝されていた。

## WRNY

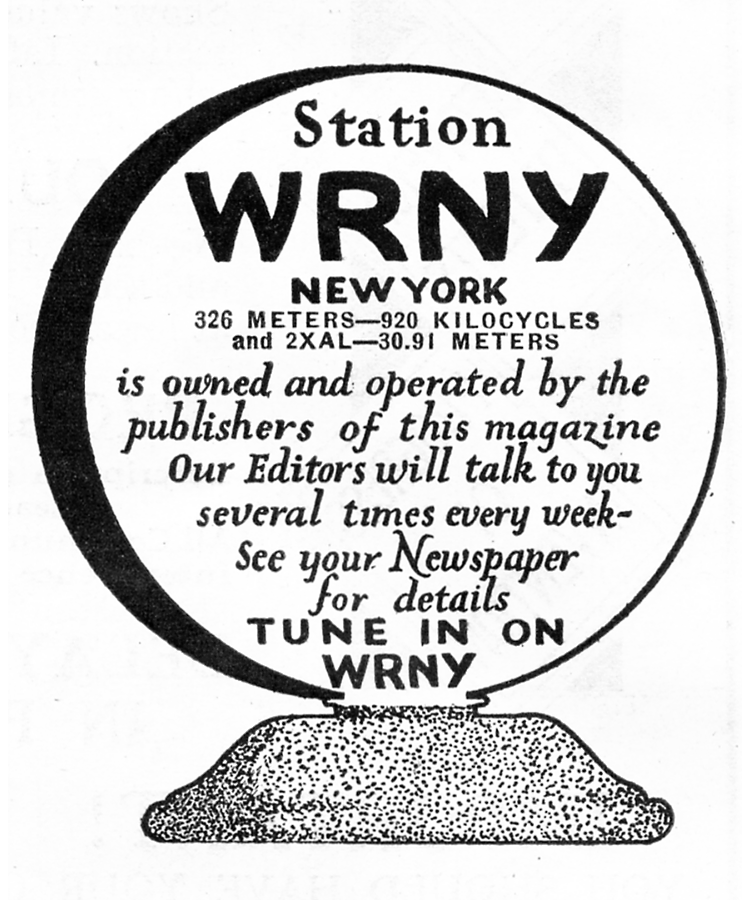
WRNYの広告

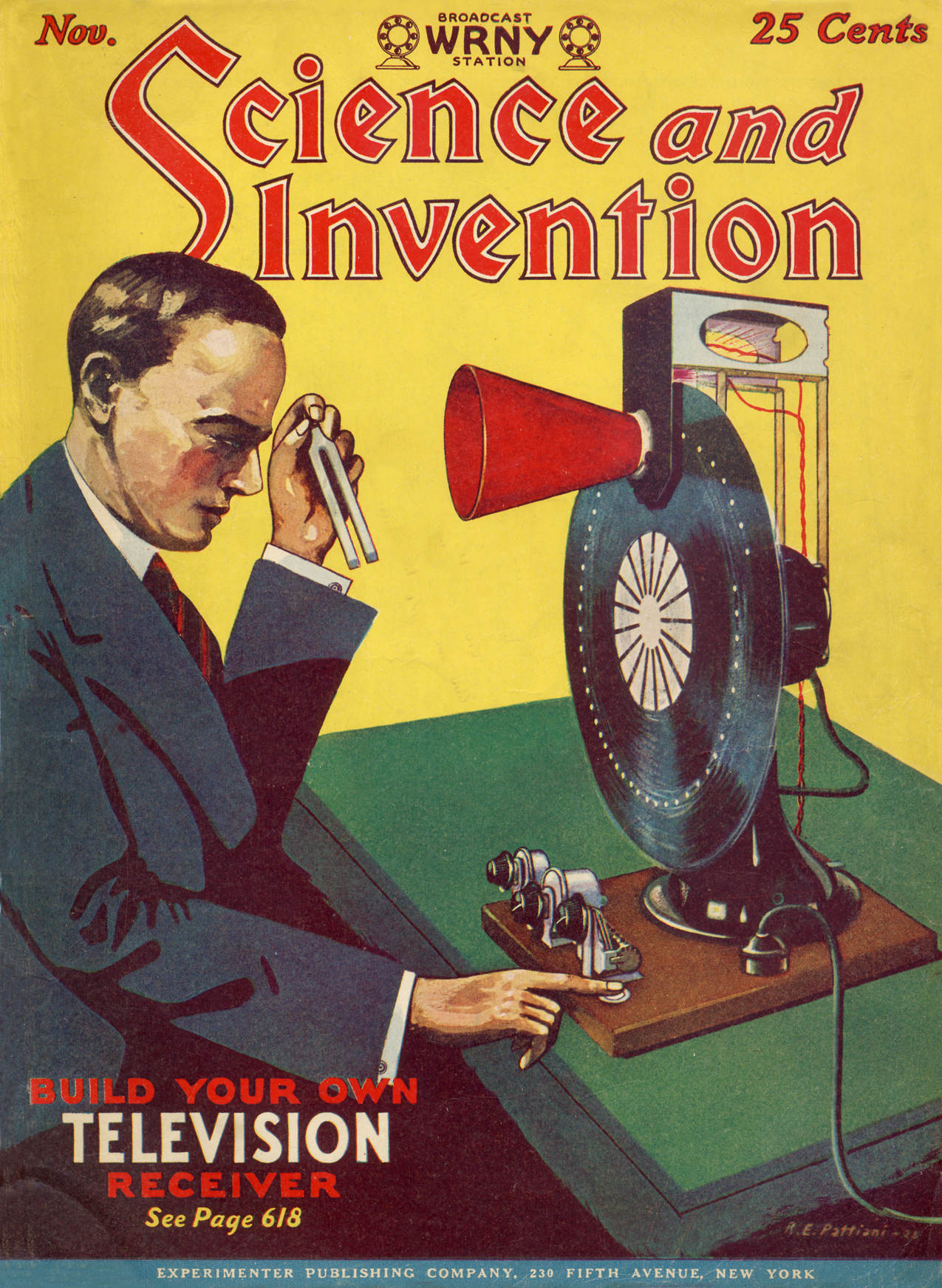
『サイエンス・アンド・インヴェンション』1928年11月号の表紙に掲載された、手作りのテレビ受信機

1920年11月に、アメリカ初の商業ラジオ局であるピッツバーグのKDKAが放送を開始した。1925年までに全米に500以上のラジオ局が開局した。KDKAはウェスティングハウス・エレクトリック社がラジオ受信機の販売のために運営していた。ラジオ機器メーカーだけでなく、多くの出版社が放送局を始めていた。エクスペリメンター出版は、WRNYというコールサインで1160キロサイクル(kHz)で送信するラジオ局の免許を申請し、許可された（その後3年間で800kHz、1070kHz、970kHz、920kHz、1010kHzと変更した）。スタジオはニューヨークのルーズベルト・ホテル18階の一室で、ホテルの屋上に500ワットの送信機が設置された。最初の放送は1925年6月12日に行われ、ニューヨーク・タイムズ紙で報じられた。開局のスピーチをニューヨーク州選出の元上院議員チャンシー・デピュー、続いて「ラジオの父」と呼ばれるリー・ド・フォレストが行った。これに続いて、音楽の生演奏が行われた。ニューヨーク・タイムズ紙は、放送の開始と終了を知らせる際に使用された、ヒューゴー・ガーンズバックが製作した信号発生器・スタカトーンに注目した。スタカトーンは、1924年3月の『プラクティカル・エレクトリックス』誌に記載された原始的な音楽シンセサイザーだった。エクスペリメンター出版は、ラジオ局と雑誌をお互いに宣伝するために利用した。各雑誌の表紙には、ラジオ局のコールサイン・WRNYが必ず表示された。
1927年の時点で、ニューヨーク都市圏には50以上のラジオ局と150万台のラジオ受信機があった。多くのラジオ局は、同じ周波数を共有し、放送時間をずらして放送していた。1912年に制定された電波法はラジオ放送には言及しておらず、ラジオ局を規制するのは州なのか連邦政府なのかが明らかではなかった。初期のラジオ受信機は非常に選択性が悪く、隣接する周波数を持つ局間で混信が発生して、頻繁に論争が起きていた。1926年11月、WRNY(800kHz)は送信施設をルーズベルト・ホテルからニュージャージー州コイテスビル（マンハッタンから川を挟んで真向かい）に移設した。これにより、WHN(830kHz)との間で混信が発生するようになり、WHN側は、WRNYは海賊放送局だと主張した。1927年、放送局を規制する権限を持つ連邦無線委員会(FRC)が設立された。
ヒューゴー・ガーンズバックが最初にテレビについて書いたのは『モダン・エレクトリックス』1909年12月号であり、その後も彼の雑誌でテレビの技術的な進歩について報告していた。1925年までには、走査線が60本程度の機械式走査型テレビシステムが利用できるようになっていた。これらの機械式システムは、ホビイストがテレビ受信機を作ることができるほど簡単なものだった。ウラジミール・ツヴォルキンとフィロ・ファーンズワースは、現代のテレビの前身となる電子式走査システムを開発していた。このようなシステムが発売されるのは、これから10年後のことである。
1928年4月、パイロット・エレクトリック・マニュファクチャリングとWRNYは、その秋にテレビ放送を開始すると発表した。送信機器はパイロット社が提供することになった。パイロット社はテレビ受信機も販売していたが、エクスペリメンター出版の雑誌には読者が自分でテレビ受信機を作ることができる完全な設計書が掲載されていた。WRNYが使用したシステムは走査線が48本で、毎秒7.5フレームだった。画像は約1.5インチ四方だった。この低解像度の画像（音声なし）は、AMラジオ局の5kHzの音声帯域幅で伝送することができた（NTSCの走査線525本の標準画質のテレビ信号は、帯域幅が6MHzである）。最初の試験放送は1928年8月12日だった。他の放送局はそれ以前にもテレビ放送を行っていたが、定期的に番組を放送したのはWRNYが初めてだった。ヒューゴー・ガーンズバックは、当時ニューヨーク地域には約2000台のテレビ受信機があったと推定している。

## 破産

### 背景
1927年までには、エクスペリメンター出版の支出は収入を超えていた。ラジオ局には広告収入があったが、それはニュージャージー州の新しい送信施設とテレビ設備に投資された。WRNYは1927年までに年間約50,000ドルの赤字を出していた。ヒューゴー・ガーンズバックの給与は年間5万ドル、シドニーは3万9000ドルだった。当時のニューヨーク州知事の給与は年間2万5000ドルだった。1927年2月、エクスペリメンター出版は五番街230番地の16階全体をオフィスとして貸し出した。発行部数を増やすための努力として、ヒューゴー・ガーンズバックは『ラジオニュース』1927年4月号で、それまで1ドルか2ドルで販売していたラジオの設計図を無料で提供すると発表した。
雑誌の出版社にとって最大の経費は紙と印刷代である。出版社は全ての販売店に供給するのに十分な部数を印刷しなければならない。月末になると、販売店は売れ残った分を出版社に返品して、返金してもらうことになる。エクスペリメンター出版は月刊誌を4・5冊発行していたので、これがかなりの出費になっていた。1928年までには、債権者たちはエクスペリメンター出版に常駐の会計士を設置し、支出をチェックさせていた。

### 破産の経緯
最大の債権者は、紙の供給元であるBulkley Dunton Co.(154,406ドル)、Art Color Printing Co. of Dunellen, N.J.(152,908ドル)、Edward Langer Printing Co.(14,614ドル)だった。
1929年2月20日、ダニエル・A・ウォルターズ（2,030ドル）、マリー・E・バックマン（2,094ドル）、ロバート・ハルパー（2,095ドル）の代理人が、エクスペリメンター出版に対して破産の不随意請願書を提出した。少額の債権者が破産を迫ったという事実は、長年にわたって様々な陰謀論を醸成してきた。負債総額は60万ドル、資産は18万2000ドルと見積もられていた。連邦判事のマックはアーヴィング信託社を管財人に指名した。ヒューゴー・ガーンズバックはその後、報道陣の取材に応じ、次のように語った。「計画は再編成され、これまでのように出版を継続するために策定されています。私は管財人からこのことを発言する権限を与えられています」。
『ラジオニュース』（3月10日発売）、『アメージング・ストーリーズ』、『サイエンス・アンド・インヴェンション』の各誌の1929年4月号は、ヒューゴー・ガーンズバックが編集長を務めた最後の号となった。アーヴィング・トラスト社は、出版社のバーガン・A・マッキノンを発行部数管理者に、アーサー・リンチを編集長に任命した。WRNYは放送を続け、雑誌は1号も休載しなかった。破産手続きはニューヨークの新聞がニュースやゴシップ欄で熱狂的に取り上げた。
エクスペリメンター出版とコンスラッド社の債権者は、破産審判前の3月28日の公聴会での入札を検討した。2つの出版社、バーガン・A・マッキノン社とマクファデン出版は、負債総額とほぼ同額の同じ額を提示した。その後、チェスター・カッチェルはラジオ局に6万ドルを提示した。マッキノンは、ラジオ局の分離売却を可能にするように提示を修正し、マクファデンは、ラジオ局を維持したいと考えていた。モーション・ピクチャー出版は、『アメージング・ストーリーズ』に現金5万ドルを提示した。フォーカセット出版は『サイエンス・アンド・インヴェンション』に現金3万ドルを提示した。ロバート・マクブライド社は、『サイエンス・アンド・インヴェンション』と『アメージング・ストーリーズ』に30万ドルを提示した。公聴会は、債権者委員会が入札を評価できるようにするために1週間延期された。
4月3日の公聴会で、マッキノンは、即時に20万ドルを支払い、9月にさらに30万ドルを支払うことに合意した。カーチス・エアプレーン・アンド・モーター社の代理人のカットヘルは、残りの10万ドルをラジオ局のために支払うことに合意した。管理費を差し引いた後、債権者には債権1ドルにつき95セントが支払われた。管財手続きを担当した弁護士によると、強制売却によって債権者に全額が支払われるのを見たのは初めてのことだったという。アーヴィング信託社は、雑誌とラジオ局の運営を維持することを決定したことで、早期売却により回収額が減少するのを回避した。会社全体の最初の入札は10万ドルであり、ラジオ局に対する最初の提示はわずか7,500ドルだった。最終入札についてニューヨーク・タイムズ紙は次のように報じている。
ラジオ局の最終入札は白熱したものとなった。ニューヨーク・イブニング・ジャーナル紙の代理を務めたカール・W・カーチウェイが9万ドルを入札し、その後10万ドルに値上げした。カーチウェイ氏はカリフォルニアのウィリアム・R・ハースト氏と連絡を取るために休会を求め、それを了承された。ハースト氏と連絡が取れなかったことが報告され、カーチウェイ氏はカットヒル氏の入札額を超える権限はないと判断した。

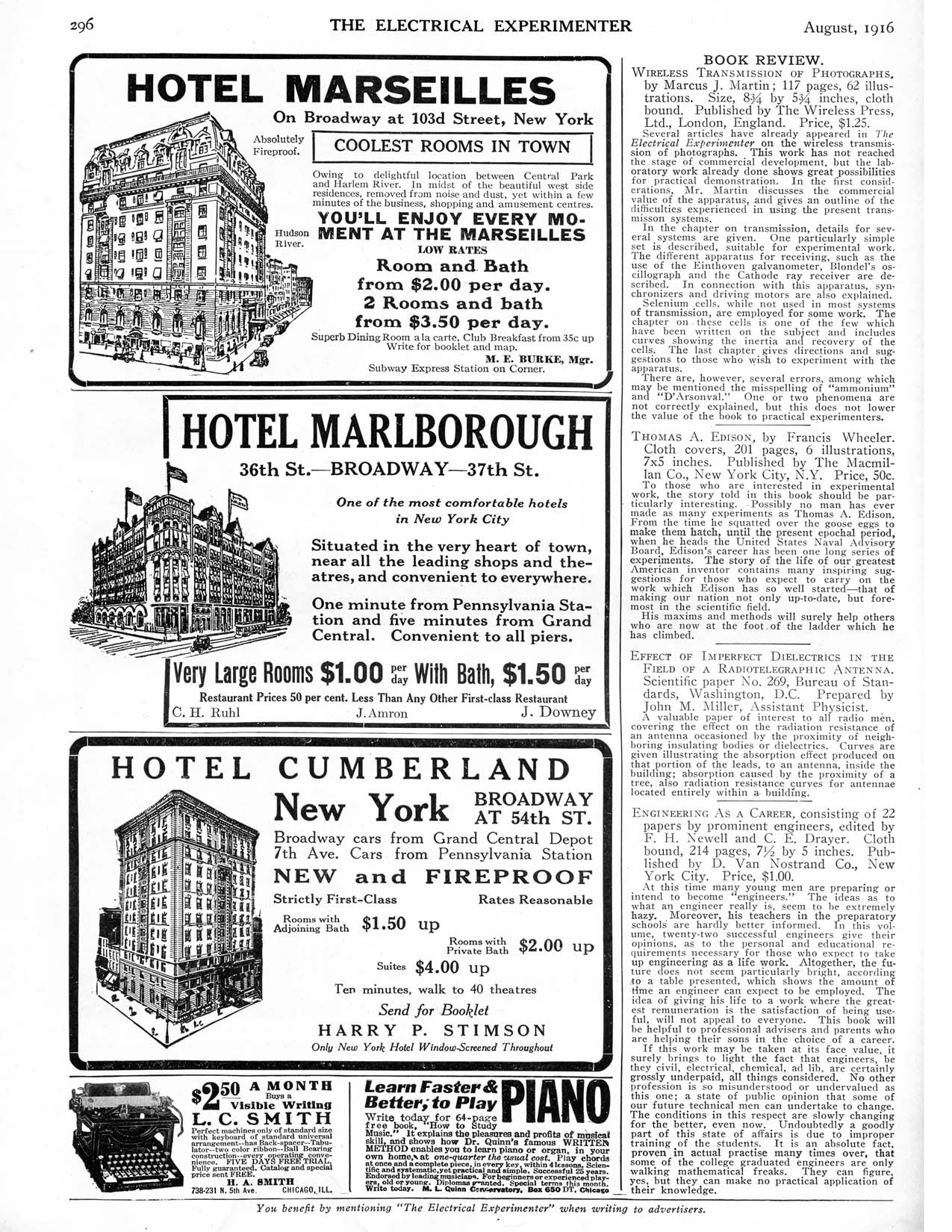
問題とされたホテルの広告

ガーンズバック兄弟は 4月19日の公聴会で エクスペリメンター出版とコンスラッド社の運営について質問された。アーヴィング信託社とB・A・マッキノンの代理人が、隠蔽または流用されている可能性のある資産を発見するための質問を行った。マッキノンの代理人は、ガーンズバック兄弟が発行した雑誌に広告を出したホテルに対し、破産した会社が広告料として現金の代わりに取引手形（伝票）を受け取っていたことに疑問を呈した。ガーンズバック兄弟は、その広告スペースは売れ残っており、広告は「埋め草」だったと説明した。取引手形は卸売業者、広告主、その他の取引先に渡された。
ヒューゴー・ガーンズバックは、既存の雑誌の読者を彼の新しい会社・ガーンズバック出版社に勧誘する手紙についての質問を受けた。破産した会社の購読者リストが使用されたかどうかについて、ガーンズバックは強く否定した。
ガーンズバックは聴聞会の後に 新雑誌は『ラジオ＝クラフト』、『サイエンス・ワンダー・ストーリーズ』、「エア・ワンダー・ストーリーズ』で、6月に創刊すると述べた。
エクスペリメンター出版の破産は1933年に米国最高裁判所に提出された。ニューヨーク州は請求の期限を逃したが、それでもエクスペリメンター出版に対し滞納税の支払いを請求した。最高裁は、憲法により破産の管理権は連邦政府に与えられており、州は他の債権者と同じように規則と手続きに従わなければならないとの判決を下した。

## 破産後

### ガーンズバック出版
ガーンズバックはすぐに新しい出版社を設立するための資金を調達することができた。1929年5月3日、『サイエンス・ワンダー・ストーリーズ』(Science Wonder Stories)6月号がニューススタンドに並んだ。この雑誌は、『アメージング・ストーリーズ』に対抗するためにガーンズバックが創刊した2つの雑誌のうちの1つであり、その6週間後には『エア・ワンダー・ストーリーズ』(Air Wonder Stories)が創刊された。この2つの雑誌は、1年後に『ワンダー・ストーリーズ』(Wonder Stories)として統合された。ガーンズバックが『ラジオニュース』を失ってから3ヵ月後の1929年6月5日、『ラジオ＝クラフト』(Radio-Craft)創刊号がニューススタンドに登場した。また、『サイエンス・アンド・インヴェンション』に対抗するために、『エブリデイ・サイエンス・アンド・メカニクス』(Everyday Science and Mechanics)が創刊された。
ヒューゴー・ガーンズバックは自分の雑誌の歴史についての記事をよく掲載していたが、その中で破産はいつも無視されていた。『ラジオ＝エレクトロニクス』（旧『ラジオ＝クラフト』）1958年4月号には、ガーンズバックの50年間の出版史が16ページにわたって掲載され、ここに破産の全容が書かれている。
1929年春、『ラジオニュース』、『サイエンス・アンド・インヴェンション』、『アメージング・ストーリーズ』と関連雑誌は他の利害関係者に売却された。1929年4月の『ラジオニュース』がガーンズバックの最後の号となった。
世界恐慌前夜という、雑誌を創刊するには良い時期ではなかったが、ガーンズバックは耐え抜いた。『ラジオ＝クラフト』は、タイトルを変えながら、2003年1月まで発刊された。ガーンズバックは無線雑誌に専念することを決め、1930年6月に『ショートウェーブ＝クラフト』を、1931年には『テレビジョンニュース』を追加した。『ワンダー・ストーリーズ』は1936年にスリリング出版に売却され、1955年まで発刊された。『サイエンス・アンド・メカニクス』は1937年にヴァージル・アメリカンに売却され、1974年5月まで発刊された。

### エクスペリメンター出版
B・A・マッキノン社はすぐにエクスペリメンター出版に社名を変更し、1930年11月にはラジオ・サイエンス出版(Radio-Science Publications)に社名を変更した。マッキノンは、雑誌の買収による負債を雑誌からの収益で返済する計画だった。しかし、世界恐慌により広告主の多くが廃業し、多くの読者にとって雑誌は贅沢品となった。ラジオ・サイエンス出版は、1931年8月号を以て業務を停止した。ベルナール・マクファデンが新たに設立したテック出版(Teck Publishing Corporation)が1931年9月号から引き継いだ。『ラジオニュース』と『アメージング・ストーリーズ』は継続されたが、『サイエンス・アンド・インヴェンション』は売却され、『ポピュラーメカニクス』誌に吸収された。
『ラジオニュース』と『アメージング・ストーリーズ』は財政状態が悪くなり、1938年1月にZiff Davis社により買収された。3月号はテック出版が制作したが、発行者はZiff Davis社になっていた。4月号より、Ziff Davis社の制作となった。『ラジオニュース』は、タイトルを変えながら1985年までZiff Davis社から出版されていた。『アメージング・ストーリーズ』は1965年にアルティメイト出版に売却された。

### WRNY
破産競売の直後、WRNYのラジオ局を引き継ぐために、アビエーション・ラジオ・ステーション社が設立された。新会社は、カーチス・エアロプレーン・アンド・モーターの社長であるC・M・キーズが資金面でのバックアップを行った。競売に出ていた代理人のチェスター・カットヘルが社長を務め、ウォルター・レモンがゼネラル・マネージャーを務めた。同局の目標は飛行機の普及であった。連邦無線委員会は、局の免許の譲渡と局の変更を承認しなければならなかった。カットヘルは、彼とビジネスパートナーが局に費やす費用は最大で200万ドルであると述べ、委員会に周波数を増やしてほしいと要請した。委員会は、免許の譲渡と既存の局の改善を承認した。
1929年8月、アビエーション・ラジオはスタジオをルーズベルト・ホテルの一室から52番街西27番地に移転した。また、ニュージャージー州コイテスビルに自動周波数制御装置と新しいアンプを備えた1000ワットの送信機を設置した。これらのアップグレードにより、放送の範囲と音質が改善された。短波放送局の2XLAは、15,000ワットに出力を上げた。
番組の内容は大幅に変更された。ジャズ音楽は禁止され、航空と飛行士に関する番組に置き換えられた。女性の飛行士についての番組では、アメリア・エアハートが最近の大陸横断飛行について語った。このラジオ局では、飛行士向けの天気予報を毎時放送していた。
1928年以降のWRNYの周波数は1010キロサイクル(kHz)で、他の3つの放送局と周波数を共有していた。典型的な放送スケジュールでは、WRNYは午前10時から、WHNは午後1時30分から、WPAPは午後7時から放送を行い、最後にWRNYは午後9時30分から深夜0時まで放送を行った。カルバリーバプテスト教会が所有するWQAOは、日曜日に3番組、水曜日に1番組を放送した。WHNの所有者、メトロ-ゴールドウィン・メイヤーは、1933年に他の局の周波数使用権を購入し、WHNは1934年1月から1010kHzでフルタイムの放送を開始した。コールサインは後にWMGMに変更された。

## エクスペリメンター出版の雑誌
- 『エレクトリカル・エクスペリメンター』(Electrical Experimenter) - 1913年5月号 - 1920年7月号。『サイエンス・アンド・インヴェンション』に改題[45]。
- 『ラジオニュース』(Radio News) - 1919年7月号 - 1959年4月号。『エレクトロニクス・ワールド』に改題。
- 『サイエンス・アンド・インヴェンション』(Science and Invention) - 1920年8月号 - 1931年8月号
- 『プラクティカル・エレクトロニクス』(Practical Electrics) - 1921年11月号 - 1924年10月号。『ジ・エクスペリメンター』に改題。
- 『モーターキャンパー・アンド・ツーリスト』(Motor Camper & Tourist) - 1924年6月号 - 1926年8月号（以降）
- 『ジ・エクスペリメンター』(The Experimenter) - 1924年11月号 - 1926年2月号。『サイエンス・アンド・インヴェンション』に統合。
- 『ラジオリスナーズガイド・アンド・コールブック』(Radio Listeners' Guide and Call Book) - 1926年春号 - 1929年春号
- 『アメージング・ストーリーズ』(Amazing Stories) - 1926年4月号 - 2005年4月号
- 『ユア・ボディ』(Your Body) -  1926年秋号 - 1929年夏号
- 『ハウ・トゥ・メイク・イット』(How to Make It)
- 『テレビジョン』(Television) 1927年と1928年の2号のみ